# Čarodějův učeň (film, 1977)
Čarodějův učeň (v Západním Německu uváděný jako Krabat) je československý animovaný film režiséra Karla Zemana z roku 1977. Předlohou filmu bylo knižní zpracování lužickosrbské legendy o Krabatovi z přelomu 17. a 18. století od libereckého rodáka Otfrieda Preußlera v knize Čarodějův učeň z roku 1971 (ještě o dva roky dříve zpracoval knižně příběh Jurij Brězan jako Čarodějný mlýn).
Film je zpracován ploškovou animací a žánrově se pohybuje mezi pohádkou a hororem.

## Děj
Chudý lužický chlapec Krabat (Krawat, zřejmě odvozeno od Chorvat) je hladem a zimou dohnán k tomu, aby se stal učněm v Černém mlýně. Tamní mistr se ovšem nevěnuje čistě mlynářství, ale také temné magii.

## Obsazení
Příběh je převážně vyprávěn v první osobě samotným Krabatem, čarodějovým učněm, kterého v češtině namluvil Luděk Munzar a v němčině Christian Brückner. Mistra čaroděje a havrana namluvil česky Jaroslav Moučka a německy Friedrich Schütter.